# Perszész (titán)
A görög mitológiában Perszész (/ˈpɜːrsiz/ PUR-szíz; ógörögül: Πέρσης, latinul: Pérsēs, jelentése: „pusztító”) a titán Kriosz és Eurübia fia, valamint Asztraiosz és Pallasz testvére. Az ókori hagyomány nagyon keveset említ Perszészről, leszámítva házasságát és utódait. Szerepe főként genealógiai jelentőségű, mivel létezése inkább más, fontosabb alakok származásának biztosítására szolgált.

## Etimológia
Neve az ógörög perthō (πέρθω – „pusztítani”, „rombolni”, „feldúlni”) szóból ered.

## Mitológia
Hésziodosz Perszészt „minden ember között a legkiválóbbnak a bölcsességben” nevezi. Felesége Asztéria volt, Phoibé és Kóiosz lánya, akitől egyetlen gyermeke született, Hekaté. Hekatét Zeusz mindenki felett tisztelte, mint a mágia, az útkereszteződések és a boszorkányság istennőjét. Egyes változatok szerint Perszész lehetett Kharikló apja is, aki Kheirón felesége volt.
Perszészt gyakran összekeverték egy másik Perszésszel (Héliosz napisten és Perszé fia), akit néhány változatban Hekaté apjaként említenek.